# Sant Pere de Riudebitlles
Sant Pere de Riudebitlles o Riudebitlles (si ens basem en el canvi de la denominació legal del terme, realitzada en 1937), és una vila i municipi de la comarca de l'Alt Penedès situada a la vall mitjana de la riera de Mediona, o riu de Bitlles, el qual dona nom al municipi.

## Toponímia
El topònim prové del monestir establert prop del riu de Bitlles, aquest darrer nom ja documentat al segle x com rivus de Birlas o Berilas, d'origen incert. En el fogatge del segle xv s'anomena Sant Pere de Riudebirles i al segle xvi Sant Pere de Riudevitlles, de la vegueria de Vilafranca. En els primers censos del segle xix es va registrar San Pedro de Riudevitlles. El 1933 es va fixar en català amb la mateixa grafia actual, escurçat el 1937 a Riudebitlles en el context revolucionari contra l'hagiotoponímia. Durant el franquisme es va tornar al nom anterior, basat en una grafia tradicional catalana, fins al 1983.

## Geografia
- Llista de topònims de Sant Pere de Riudebitlles
- Orografia: muntanyes, serres, collades, indrets...
- hidrografia: rius, fonts...
- edificis: cases, masies, esglésies, etc.

## Fires i festes
- Festa Major: primer diumenge d'agost. Matinades, cercaviles, concerts, balls, sardanes, mostres folklòriques
- Ball del most: L'últim dissabte d'octubre, fira d'Artesania, mostres folklòriques
- Nadal i Reis: Pessebre vivent, exposició de pessebres i diorames, teatre, recollida de cartes i cavalcada de Reis
- Carnaval: Concurs de disfresses, repartiment de la sopa dels pobres, enterrament de la sardina i cremada del ninot
- Primavera Cultural: Aplec de Can Coral, Festa Homenatge a la Vellesa, Cicle de Concerts
- Aplec del Pont Nou: 1r diumenge de maig. Sardinada, arrossada popular i sardanes
- Revetlla de Sant Joan: 23 de juny
- Revetlla de Sant Pere: 28 juny
- XII Hores d'Esport: 27 de juny
- Trobada de Cançó d'Autor dels Països Catalans: primer dissabte d'agost, coincidint amb la Festa Major, des de l'any 2005 fins a l'actualitat

## Demografia
| 1497 f | 1515 f | 1553 f | 1717 | 1787 | 1857  | 1877  | 1887  | 1900  | 1910  |
| ------ | ------ | ------ | ---- | ---- | ----- | ----- | ----- | ----- | ----- |
| 37     | 22     | 40     | 164  | 890  | 1.915 | 1.602 | 1.623 | 1.614 | 1.622 |

| 1920  | 1930  | 1940  | 1950  | 1960  | 1970  | 1981  | 1990  | 1992  | 1994  |
| ----- | ----- | ----- | ----- | ----- | ----- | ----- | ----- | ----- | ----- |
| 1.676 | 1.560 | 1.528 | 1.531 | 1.577 | 1.892 | 2.157 | 2.206 | 2.113 | 2.113 |

| 1996  | 1998  | 2000  | 2002  | 2004  | 2006  | 2008  | 2010  | 2012  | 2014  |
| ----- | ----- | ----- | ----- | ----- | ----- | ----- | ----- | ----- | ----- |
| 2.144 | 2.082 | 2.076 | 2.123 | 2.112 | 2.246 | 2.359 | 2.381 | 2.372 | 2.364 |

| 2016  | 2018  | 2020  | 2022  | 2024  | 2026 | 2028 | 2030 | 2032 | 2034 |
| ----- | ----- | ----- | ----- | ----- | ---- | ---- | ---- | ---- | ---- |
| 2.369 | 2.338 | 2.380 | 2.404 | 2.497 | -    | -    | -    | -    | -    |

## Personatges il·lustres
- Jaume Boixeda i Bellavista (1871-1956), farmacèutic
- Guillem Cabestany, exjugador d'hoquei sobre patins i actual entrenador del FC Porto (Portugal)
- Josep Creixell Montserrat, alcalde de Riudebitlles del febrer a l'octubre de 1934 i del febrer de 1936 a l'octubre de 1937
- Cesk Freixas, cantautor
- Sílvia Isach, artista visual
- Maria Rius i Camps, il·lustradora
- Guillem Rovira i Reixach, pintor, fundador de l'Agrupació de Pessebristes de Sant Pere de Riudebitlles.
- Jaume Romeu Mestres, primer alcalde republicà des de 1931 a 1934
- Àngels Torrents i Rosés (1940-2004), doctora en Demografia Històrica
- David Fernandez (1941-1998) peixater